# Ragnar Granit
Ragnar Arthur Granit (Riihimäki, 30. listopada 1900. — Stockholm, 12. ožujka 1991.), finsko-švedski neuropsiholog.
Godine 1967. dobio je Nobelovu nagradu za fiziologiju ili medicinu zajedno s Haldan Keffer Hartlineom i George Waldom.
Diplomirao je medicinu 1927.g. u Helsinkiju. Zbog finsko-sovjetskog rata (1939. – 1940.) seli se u Švedsku i uzima dvojno državljanstvo.
Za svoju Nobelovu nagradu govorio je da je pola švedska, a pola finska.

## Vanjske poveznice
- Nobelova nagrada — životopis